# Batjac Productions
Batjac Productions est une société de production indépendante créée par John Wayne au début des années 1950 (elle est alors nommée Wayne-Fellows Productions) dans l'optique de produire ses propres films. Les activités de la firme durent jusque dans les années 1970. Après Wayne, la société fut présidée par Michael, son fils, et, depuis 2003, par Gretchen, l'épouse de Michael.

## Filmographie
Les films suivis d'un « • » sont ceux où John Wayne a tenu le premier rôle.

### Au cinéma
- 1952 : Big Jim McLain •
- 1953 : Aventure dans le grand Nord •
- 1955 : L'Allée sanglante •
- 1956 : Adieu Lady (Good-bye, My Lady) de William A. Wellman
- 1956 : Sept hommes à abattre
- 1956 : Légitime Défense
- 1956 : Man in the Vault
- 1957 : La Cité disparue •
- 1958 : China Doll
- 1958 : Escorte pour l'Oregon
- 1960 : Alamo •
- 1963 : Le Grand McLintock •
- 1966 : L'Ombre d'un géant
- 1967 : La Caravane de feu •
- 1968 : Les Bérets verts •
- 1970 : Chisum •
- 1970 : Rio Lobo •
- 1971 : Big Jake •
- 1973 : Les Voleurs de trains •
- 1973 : Les Cordes de la potence •
- 1974 : Un silencieux au bout du canon •

### À la télévision
- 1967 : Hondo, série
- 1967 : Hondo, téléfilm
- 1970 : Swing Out, Sweet Land (en), téléfilm •